# Epipodit

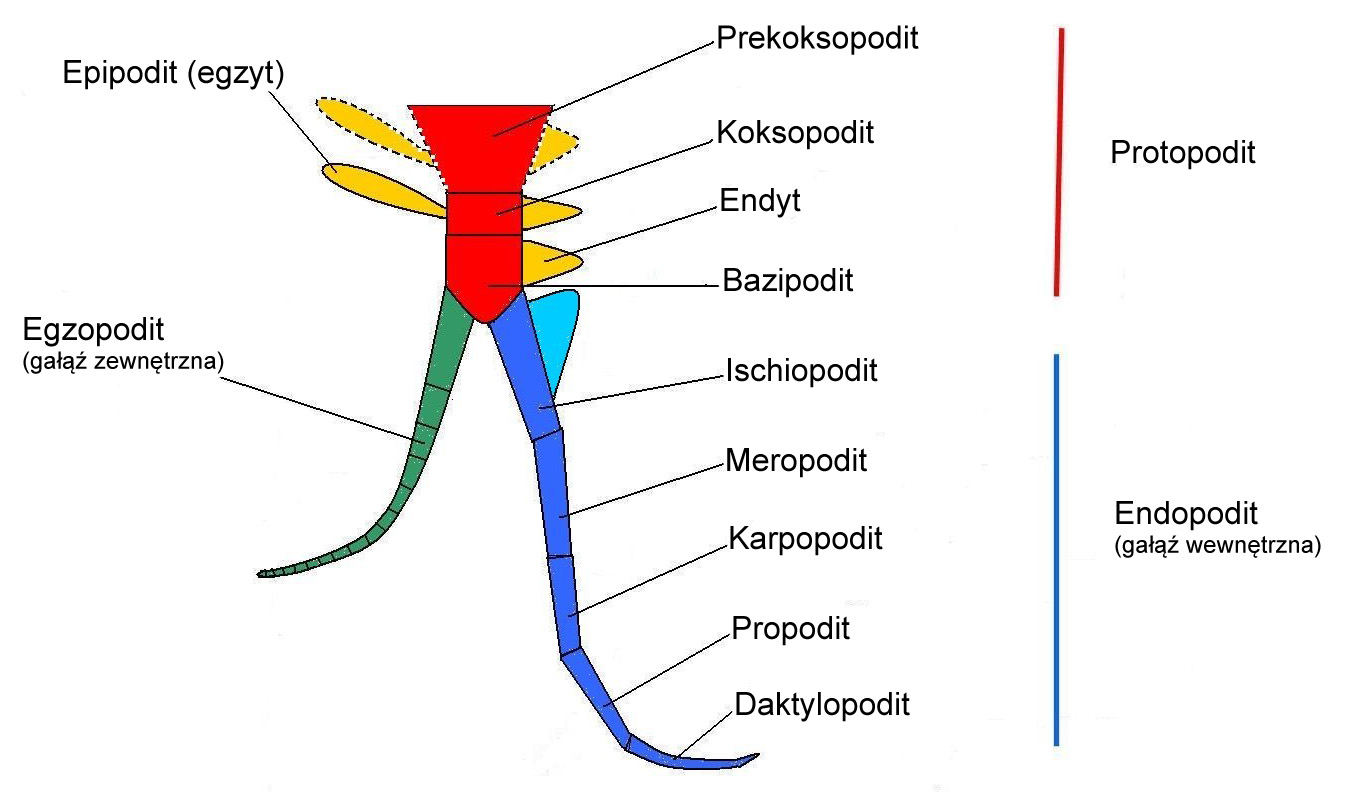
Odnóże dwugałęziste skorupiaka

Epipodit – zewnętrzny płat (egzyt) koksopoditu odnóża niektórych stawonogów.
U skorupiaków epipodity występują na szczękonóżach i pereiopodiach pancerzowców oraz pozaszczękowych odnóżach tułowiowych skrzelonogów. Na odnóżach głowowych występują tylko jako oszczecinione płatki na I parze szczęk u małżoraczków z podgromady Myodocopa i II parze szczęk u widłonogów. Epipodity pozbawione są umięśnienia i zwykle zawiązują się wcześnie w rozwoju. Często pełnią funkcje oddechowe.
U ostrogonów epipodity tworzą flabellum.